# Газовая промышленность
Газовая промышленность — отрасль топливной промышленности, 
задача которой — добыча и разведка природного газа,  транспортировка по газопроводам, производство искусственного газа из угля и сланцев, переработка природного газа, использование его в различных отраслях промышленности и коммунально-бытовом хозяйстве.
Одна из важнейших задач предприятий газовой отрасли — транспортировка и учёт газа.
Обслуживанием и ремонтом газового оборудования занимаются газовщики.

## История отрасли
Зарождение газовой отрасли относят к XVIII—XIX векам, когда начали получать газ из каменного угля, для освещения городов Франции и Великобритании.
Газогенераторы появились в XIX веке.
В России в дореволюционное время газ добывался в незначительных объёмах. На мелких заводах из угля производили низкокалорийный газ.

## Запасы
Разведанные запасы природного газа, трлн м³:
| Страна            | 1997 г. | 1999 г. | 2001 г. |
| ----------------- | ------- | ------- | ------- |
| Россия            | -       | 24,9    | 48      |
| Иран              | 21,0    | 24,6    | 23      |
| Катар             | 5,32    | -       | 14      |
| Саудовская Аравия | 4,62    | 10,5    | 6       |
| ОАЭ               | 5,74    | -       | 6       |
| США               | 7.14    | 5.6     | 5       |
| Алжир             | 4,06    | 3,2     | 5       |
| Венесуэла         | 3,64    | 1,3     | 4       |
| Нигерия           | -       | -       | 4       |
| Ирак              | -       | -       | 3       |
| Туркмения         | -       | 1,7     | 3       |
| Мексика           | -       | 2,2     | -       |
| Австралия         | -       | 0,9     | 3       |
| Нидерланды        | -       | 1,6     | -       |
| Индонезия         | -       | 3,22    | 3       |

## Добыча
Природный газ находится в земле на глубине от 1000 метров до нескольких километров (сверхглубокой скважиной недалеко от города Нового Уренгоя получен приток газа с глубины более 6000 метров). В недрах газ находится в микроскопических пустотах (порах). Поры соединены между собой микроскопическими каналами — трещинами, по этим каналам газ поступает из пор с высоким давлением в поры с более низким давлением до тех пор, пока не окажется в скважине. Движение газа в пласте подчиняется определённым законам.
Газ добывают из недр земли с помощью скважин. Скважины стараются разместить равномерно по всей территории месторождения для равномерного падения пластового давления в залежи. Иначе возможны перетоки газа между областями месторождения, а также преждевременное обводнение залежи.
Газ выходит из недр вследствие того, что в пласте находится под давлением, многократно превышающем атмосферное. Таким образом, движущей силой является разность давлений в пласте и системе сбора.
Мировая добыча природного газа в 2014 году составляла 3460,6 млрд м3. В 2024 году мировая добыча газа достигла 4180 млрд м3. Лидирующее положение в добыче газа занимают Российская Федерация и США.
В 2005 году в России объём добычи природного газа составил 548 млрд м³. Внутренним потребителям было поставлено 307 млрд м³ через 220 региональных газораспределительных организаций. На территории России расположено 24 хранилища природного газа. Протяжённость магистральных газопроводов в стране составляет 155 тыс. км.
В 2009 году США впервые обогнали Россию не только по объёму добытого газа (624 млрд м³ против 582,3 млрд м³), но и по объёму добычи товарного газа, то есть, идущего на продажу контрагентам. Это объясняется ростом добычи сланцевого газа (т. н. сланцевая революция). В 2010 году Россия вернула себе лидерство в объёмах добываемого газа, нарастив добычу до 647 млрд м³. США же, напротив, снизили добычу до 619 млрд м³. В 2011 году, согласно данным ЦДУ ТЭК РФ, добыча газа в России составила 670,5 млрд м³, в 2024 году — 708 млрд м³. 
| Страна              | 2010            | 2010                    | 2006            | 2006                    |
| Страна              | Добыча, млрд м³ | Доля мирового рынка (%) | Добыча, млрд м³ | Доля мирового рынка (%) |
| Россия              | 647             |                         | 673,46          | 18                      |
| США                 | 619             |                         | 667             | 18                      |
| Канада              | 158             |                         |                 |                         |
| Иран                | 152             |                         | 170             | 5                       |
| Норвегия            | 110             |                         | 143             | 4                       |
| Китай               | 98              |                         |                 |                         |
| Нидерланды          | 89              |                         | 77,67           | 2,1                     |
| Индонезия           | 82              |                         | 88,1            | 2,4                     |
| Саудовская Аравия   | 77              |                         | 85,7            | 2,3                     |
| Алжир               | 68              |                         | 171,3           | 5                       |
| Узбекистан          | 65              |                         |                 |                         |
| Туркменистан        |                 |                         | 66,2            | 1,8                     |
| Египет              | 63              |                         |                 |                         |
| Великобритания      | 60              |                         |                 |                         |
| Малайзия            | 59              |                         | 69,9            | 1,9                     |
| Индия               | 53              |                         |                 |                         |
| ОАЭ                 | 52              |                         |                 |                         |
| Мексика             | 50              |                         |                 |                         |
| Азербайджан         |                 |                         | 41              | 1,1                     |
| Остальные страны    |                 |                         | 1440,17         | 38,4                    |
| Мировая добыча газа |                 | 100                     | 3646            | 100                     |

## Транспортировка

### Подготовка природного газа к транспортировке

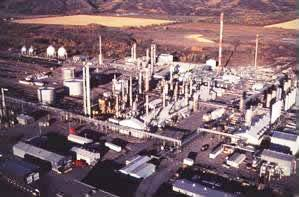

Газ, поступающий из скважин, необходимо подготовить к транспортировке конечному пользователю — химический завод, котельная, ТЭЦ, городские газовые сети. Необходимость подготовки газа вызвана присутствием в нём, кроме целевых компонентов (целевыми для различных потребителей являются разные компоненты), также и примесей, вызывающих затруднения при транспортировке либо применении. Так, пары воды, содержащиеся в газе, при определённых условиях могут образовывать гидраты или, конденсируясь, скапливаться в различных местах (например, изгиб трубопровода), мешая продвижению газа; сероводород вызывает сильную коррозию газового оборудования (трубы, ёмкости теплообменников и т. д.). Помимо подготовки самого газа, необходимо подготовить и трубопровод. Широкое применение здесь находят азотные установки, которые применяются для создания инертной среды в трубопроводе.
Газ подготавливают по различным схемам. Согласно одной из них, в непосредственной близости от месторождения сооружается установка комплексной подготовки газа (УКПГ), на которой производится очистка и осушка газа в абсорбционных колоннах. Такая схема реализована на Уренгойском месторождении. Также целесообразна подготовка газа мембранной технологией.
Для подготовки газа к транспортировке применяются технологические решения с применением мембранного газоразделения, с помощью которого можно выделить тяжёлые углеводороды (C3H8 и выше), азот, углекислый газ, сероводород, а также значительно снизить температуру точки росы по воде и углеводородам перед подачей в ГТС.
Если газ содержит в большом количестве гелий либо сероводород, то газ обрабатывают на газоперерабатывающем заводе, где выделяют серу на установках аминовой очистки и установках Клауса, а гелий — на криогенных гелиевых установках (КГУ). Эта схема реализована, например, на Оренбургском месторождении. Если в газе сероводорода менее 1,5 % об., то также целесообразно рассмотреть мембранную технологию подготовки природного газа, поскольку её применение позволяет снижать капитальные и эксплуатационные затраты в 1,5—5 раза.

### Транспортировка природного газа
В настоящее время основным видом транспорта является трубопроводный. Газ под давлением 75 атм прокачивается по трубам диаметром до 1,42 м. По мере продвижения газа по трубопроводу он, преодолевая силы трения как между газом и стенкой трубы, так и между слоями газа, теряет потенциальную энергию, которая рассеивается в виде тепла. Поэтому через определённые промежутки необходимо сооружать компрессорные станции (КС), на которых газ обычно дожимается до давления от 55 до 120 атм и затем охлаждается. Сооружение и обслуживание трубопровода весьма дорогостоящи, но тем не менее это наиболее дешёвый с точки зрения начальных вложений и организации способ транспортировки газа на небольшие и средние расстояния.
Кроме трубопроводного транспорта широко используют специальные танкеры — газовозы. Это специальные суда, на которых газ перевозится в сжиженном состоянии в специализированных изотермических ёмкостях при температуре от −160 до −150 °С.

Для сжижения газ охлаждают при повышенном давлении. При этом степень сжатия достигает 600 раз в зависимости от потребностей. Таким образом, для транспортировки газа этим способом, необходимо протянуть газопровод от месторождения до ближайшего морского побережья, построить на берегу терминал, который значительно дешевле обычного порта, для сжижения газа и закачки его на танкеры, и сами газовозы. Обычная вместимость современных танкеров составляет от 150 000 до 250 000 м³. Такой метод транспортировки является значительно более экономичным, чем трубопроводный, начиная с расстояний до потребителя сжиженного газа более 2000—3000 км, так как основную стоимость составляет не транспортировка, а погрузочно-разгрузочные работы, но требует более высоких начальных вложений в инфраструктуру, чем трубопроводный. К его достоинствам относится также тот факт, что сжиженный газ куда более безопасен при перевозке и хранении, чем сжатый.
В 2004 г. международные поставки газа по трубопроводам составили 502 млрд м³, сжиженного газа — 178 млрд м³.
Есть также и другие технологии транспортировки газа, например с помощью железнодорожных цистерн.
Разрабатывались также проекты транспортировки газа с использованием дирижаблей или в газогидратном состоянии, но эти разработки не нашли применения в силу различных причин.

## В России
- Сланцевый газ#Россия
- Сжиженный природный газ#Производство СПГ в России

В 2018 году Россия вышла на рекордные объёмы добычи и экспорта газа, при этом доходы от поставок СПГ выросли на 83,3 %.
- Газотранспортная система России